# 吳城垈
吴城岱（韓語：오성대，Seongdae Oh），韩国Webtoon漫画家。

## 生平
從小学時期起就喜歡畫漫畫，修讀的學科也跟美術有關，可是由於「漫畫家無法養活自己」的想法在韓國非常普遍，轉而從事設計行业，可是上班沒多久就辭職。後來偶然的機會下看到NAVER舉辦的漫畫比賽，打算嘗試一下，有幸獲得出道的機會。
2009年10月至2010年11月，《小說家J》於NAVER Webtoon上連載。
2011年4月至2012年8月，《酒心巧克力》於NAVER Webtoon上連載。2011年7月至8月，《懸崖鬼》於NAVER Webtoon上連載。
2013年5月至今，《奇奇怪怪》於NAVER Webtoon上連載，當中包含多篇短篇漫畫。同年6月，電影《恐怖故事2》上映，電影的其中一個故事改編自《懸崖鬼》。
2014年7月至8月，中文及英文翻譯版本的《懸崖鬼》於LINE Webtoon上連載。同年7月至今，英文翻譯版本的《奇奇怪怪》於LINE Webtoon上連載。同年8月，新浪微博用戶妖妖小精把《妻子的記憶》翻譯成中文並放上微博，發文兩天已有55萬人分享，在網上紅遍一時，亦令吳城垈在華人社區內獲得了一定名氣。同年10月至今，中文翻譯版本的《奇奇怪怪》於LINE Webtoon上連載。
2015年2月，吳城垈與另一名漫畫家massstar出席台北國際動漫節，於「LINE Webtoon每日漫畫」攤位舉行签名會。同年6月，新浪微博用戶韓漫思密達把《整容液》翻譯成中文並放上微博，由於貼近生活及讽刺時弊等原因，發文一天內已突破100萬點擊，再次令吳城垈在華人社區內獲得不少名氣，而吳城垈本人得知後亦於Facebook以中文感謝中國讀者。同年10月，吳城垈、孫齊晧、李光洙及趙石出席中国国际漫画节CICF EXPO，於「LINE Webtoon每日漫畫」攤位舉行签名會。
2017年4月，日本富士電視台電視劇《世界奇妙物語2017 春之特別篇》中一篇《妻子的記憶》改編自《奇奇怪怪》中的同名作品 。
2020年，《奇奇怪怪》中的篇章《整容液》為主要素材改編的動畫電影正式上映。

## 作品一覽

### 短篇漫畫
- 懸崖鬼（절벽귀，2011年7月至8月）
- 奇奇怪怪（기기괴괴，2013年5月至今）
  - 被詛咒的畫廊（저주받은 갤러리，2013年5月至7月，全10話）
  - 在非洲發生的事（아프리카에서 생긴 일，2013年7月至8月，全6話）
  - 殺死魔術師（마술사 죽이기，2013年9月至10月，全6話）
  - 重置的電梯（리셋 엘리베이터，2013年10月至11月，全4話）
  - 妻子的記憶（아내의 기억，2013年10月至11月，全6話）
  - 露營（2014年1月，全2話）
  - 箱子養成記（상자 키우기，2014年1月至2月，全4話）
  - 麻臉爺爺的陶器（곰보할배 도자기，2014年2月至3月，全4話）
  - 中獎號碼（당첨번호，2014年3月至4月，全6話）
  - 抓鬼（2014年5月至6月，全5話）
  - 女人花（여인화，2014年10月，全2話）
  - 進化轉世法（진화환생법，2014年10月至12月，全8話）
  - 聊天室見面（채팅만남，2014年12月，全1話）
  - 兇衣（2015年1月，全3話）
  - 同態復仇（Lex Talionis，2015年1月，全1話）
  - 整容液（성형수，2015年2月至4月，全11話）
  - 怪毛水（괴모수，2015年5月，全1話）
  - 男人和狗（남자와 개，2015年5月至7月，全8話）
  - 夢共有石（꿈공유석，2015年7月，全4話）
  - 再生種子（재생종자，2015年8月，全3話）
  - 靈魂應用程式（심령어플，2015年9月，全1話）
  - 鬼影立可拍（고스트 폴라로이드，2015年9月，全2話）
  - 傑斯的筆（제이스의 펜，2015年9月至今，暫2話）
  - 體裁別怪談（장르파괴괴，2013年10月至今，暫6話）
- 憤怒的金代理（2015年8月至9月，全4話）
  - 跟中國手機遊戲《焚天之怒》合作推出的廣告漫畫[15][16]

### 長篇漫畫
- 小說家J（소설가J，2009年10月至2010年11月，全48話）
- 酒心巧克力（봉봉오쇼콜라，2011年4月至2012年8月，全69話）

## 改編作品
- 電影《恐怖故事2》（2013年）
- 電視劇《世界奇妙物語2017 春之特別篇》（2017年）
- 電影《整容液》（2020年）

## 外部連結
- 吳城垈的Facebook帳戶
- （简体中文）吳城垈的新浪微博帳戶（页面存档备份，存于）
- 《小說家J》 - NAVER Webtoon（页面存档备份，存于）
- 《酒心巧克力》 - NAVER Webtoon（页面存档备份，存于）
- 《懸崖鬼》 - NAVER Webtoon（页面存档备份，存于）
- 《奇奇怪怪》 - NAVER Webtoon（页面存档备份，存于）
- （英文）《懸崖鬼》 - LINE Webtoon（页面存档备份，存于）
- （英文）《奇奇怪怪》 - LINE Webtoon（页面存档备份，存于）
- （繁體中文）《懸崖鬼》 - LINE Webtoon
- （繁體中文）《奇奇怪怪》 - LINE Webtoon（页面存档备份，存于）